# Liste der Naturdenkmale in Wachau (Sachsen)
Die Liste der Naturdenkmale in Wachau (Sachsen) nennt die Naturdenkmale in Wachau im sächsischen Landkreis Bautzen.

## Definition
„Naturdenkmäler sind rechtsverbindlich festgesetzte Einzelschöpfungen der Natur oder entsprechende Flächen bis zu fünf Hektar, deren besonderer Schutz erforderlich ist
1. aus wissenschaftlichen, naturgeschichtlichen oder landeskundlichen Gründen oder
2. wegen ihrer Seltenheit, Eigenart oder Schönheit.“

## Liste
Link zu einem Kartenansichtstool, um Koordinaten zu setzen.
| Bild                          | Bezeichnung                                  | Lage                                          | Beschreibung | Datum | Nummer   |
| ----------------------------- | -------------------------------------------- | --------------------------------------------- | ------------ | ----- | -------- |
| mehr Fotos \| Fotos hochladen | Fünfhufen-Sandteich bei Lomnitz (Südostteil) | Lomnitz (51° 11′ 2,7″ N, 13° 52′ 28,3″ O)     |              |       | DD224501 |
| mehr Fotos \| Fotos hochladen | Winterlinde                                  | Wachau (51° 9′ 26,3″ N, 13° 54′ 15,4″ O)      |              |       | 139      |
| mehr Fotos \| Fotos hochladen | Linde                                        | Wachau (51° 9′ 39,4″ N, 13° 55′ 2,8″ O)       |              |       | 141      |
| BW                            | Linde                                        | Wachau (51° 9′ 57,5″ N, 13° 54′ 21″ O)        |              |       | 181      |
| BW                            | 14 Linden                                    | Lomnitz (51° 11′ 35,7″ N, 13° 52′ 38,6″ O)    |              |       | 187      |
| BW                            | Steinberg nördlich Seifersdorf               | Seifersdorf (51° 9′ 49,8″ N, 13° 52′ 59,2″ O) |              |       | 236      |